# Біскупиці-Олобочне
Біскупиці-Олобочне (пол. Biskupice Ołoboczne, нім. Bischofsfelde) — село в Польщі, у гміні Нові Скальмежиці Островського повіту Великопольського воєводства.
Населення — 1230 осіб (2011).

## Демографія
Демографічна структура станом на 31 березня 2011 року:
|          | Загалом | Допрацездатний вік | Працездатний вік | Постпрацездатний вік |
| -------- | ------- | ------------------ | ---------------- | -------------------- |
| Чоловіки | 633     | 140                | 430              | 63                   |
| Жінки    | 597     | 128                | 339              | 130                  |
| Разом    | 1230    | 268                | 769              | 193                  |